# بير كرومويل
بير كرومويل هو ناشط وشخصية أعمال سويدي، ولد في 13 سبتمبر 1974.